# Cantonul Chantilly
Cantonul Chantilly este un canton din arondismentul Senlis, departamentul Oise, regiunea Picardia, Franța.

## Comune
- Apremont
- Chantilly (reședință)
- Coye-la-Forêt
- Gouvieux
- Lamorlaye
- Saint-Maximin